# Santa Cruz Zenzontepec
Santa Cruz Zenzontepec es una localidad del estado mexicano de Oaxaca. Es cabecera del municipio de Santa Cruz Zenzontepec.

## Demografía
| Censo | Población |
| ----- | --------- |
| 1900  | 1421      |
| 1910  | 1632      |
| 1921  | 1829      |
| 1930  | 2149      |
| 1940  | 2415      |
| 1950  | 2676      |
| 1960  | 299       |
| 1970  | 338       |
| 1980  | 379       |
| 1990  | 438       |
| 1995  | 389       |
| 2000  | 400       |
| 2005  | 536       |
| 2010  | 598       |
| 2020  | 693       |